# Фонтанела (Фиренца)
Фонтанела (итал. Fontanella) је насеље у Италији у округу Фиренца, региону Тоскана.
Према процени из 2011. у насељу је живело 153 становника. Насеље се налази на надморској висини од 45 м.